# Crocidura sibirica
Crocidura sibirica (білозубка сибірська) — дрібний ссавець, вид роду білозубка (Crocidura) родини мідицеві (Soricidae) ряду мідицеподібні (Soriciformes).

## Поширення
Країни поширення: Китай, Казахстан, Киргизстан, Монголія, Росія. Мешкає в різних середовищах проживання, включаючи степ, напівпустелю, тундру, гірські хвойні ліси, і долини річок.

## Спосіб життя
Як і інші білозубки, у першу чергу комахоїдна.